# Роберт Сандерсон Маллікен
Роберт Сандерсон Маллікен (англ. Robert Sanderson Mulliken; 7 червня 1896 — 31 жовтня 1986) — американський хімік та фізик, відомий через свій внесок у становлення теорії молекулярних орбіталей, а саме за розробку методу молекулярних орбіталей для розрахунку структури молекул. В 1966 році отримав Нобелівську премію з хімії «за фундаментальну роботу з хімічних зв'язків і електронної структури молекул, здійснену за допомогою методу молекулярних орбіталей».

## Біографія
Маллікен — син професора органічної хімії Массачусетського технологічного інституту Самуеля Парсонса Маллікена. Ще в дитинстві Роберт Малікен вивчив на пам'ять назви та ботанічну класифікацію рослин і мав загалом чудову, хоча й вибіркову, пам'ять. Також ще в дитинстві, Роберт познайомився з фізико-хіміком Артуром Амосом Ноєсом.